# Chloroclystis malachitis
Chloroclystis malachitis là một loài bướm đêm trong họ Geometridae.